# 12571 Occhiogrosso
12571 Occhiogrosso è un asteroide della fascia principale. Scoperto nel 1999, presenta un'orbita caratterizzata da un semiasse maggiore pari a 2,5453224 au e da un'eccentricità di 0,1897001, inclinata di 10,63268° rispetto all'eclittica.